# Подарок с характером
«Пода́рок с хара́ктером» — российская кинокомедия режиссёра Карена Оганесяна, вышедшая на экраны 22 мая 2014 года. 
Фильм является российской адаптацией французского фильма «Игрушка» 1976 года с Пьером Ришаром.
Телевизионная премьера фильма в России состоялась 3 января 2015 года на «Первом канале». В Украине 10 января 2015 года на «Новом канале».

## Сюжет
Михаил Орешкин (Михаил Галустян) работает аниматором на детских праздниках. Однажды ему приходится исполнить роль панды на дне рождения Артёма Железнова (Артём Фадеев) — сына богатых родителей (Фёдор Бондарчук и Екатерина Климова). В этот момент жизнь Миши Орешкина переворачивается с ног на голову — по инициативе мальчика они отправляются в путешествие на юг России и по пути попадают в разнообразные передряги.

## В ролях
| Актёр             | Роль                                                        |
| ----------------- | ----------------------------------------------------------- |
| Артём Фадеев      | Артём Железнов                                              |
| Михаил Галустян   | Михаил Орешкин                                              |
| Фёдор Бондарчук   | Николай Железнов отец Артёма                                |
| Екатерина Климова | Диана жена Николая Железнова                                |
| Ирина Безрукова   | Нина гувернантка Артёма                                     |
| Катерина Шпица    | Настя Синицина                                              |
| Илья Соколовский  | Фёдор дальнобойщик, подвозивший Мишу и Артёма до Геленджика |

## Саундтрек
- Винтаж — Когда ты рядом
- Ёлка — Всё зависит от нас

## Критика
Надежда Шульга, корреспондент отдела телевидения газеты «Комсомольская правда» считает, что картина получилась весёлой и современной. Критик Евгений Ухов в своей статье для сайта film.ru пишет, что «„Подарок с характером“ по-хорошему домашняя история, ещё один небольшой шаг по дороге к доверию зрителя». Денис Корсаков, напротив, раскритиковал фильм в своей статье для газеты «Ведомости», отметив, что «в этом подарочном детском наборе на 200 граммов симпатичных шуток приходится 200 граммов слащавости и 600 — банальности».